# Pinakothek der Moderne
Pinakothek der Moderne er et moderne kunstmuseum beliggende i centrum af Münchens Kunstareal. Lokalbefolkningen refererer undertiden til museet som Dritte ("tredje") Pinakothek efter det gamle og det nye. Det er et af verdens største museer for moderne og samtidskunst.

## Bygningen
Pinakothek der Moderne blev designet af den tyske arkitekt Stephan Braunfels og blev indviet i september 2002 efter syv års opførelse. Bygningen, der kostede 20 millioner D-mark, rummer 22.000 kvadratmeter og tog et årti at afslutte på grund af bureaukratiske indvendinger mod design og omkostninger, som i sidste ende blev dækket af privat initiativ og finansiering. Den retlinede facade, der er domineret af hvid og grå beton, afbrydes af store vinduer og høje søjler, hvor sidstnævnte understøtter den omfattende baldakin. Hvert af bygningens fire hjørner, forbundet med en central kuppeldækket rotunde, er dedikeret til en speciel samling. Museet er således opdelt i Kunst, Architektur, Design og Graphik.
Første sal, der indeholder kunstsamlingen, har rigeligt naturligt lys ovenfra, forstærket af computerstyrede lamper, designet til at holde en konsistent, næsten skyggeløs belysning mod de grå gulve og hvide vægge.

## Samlinger
Før åbningen af Pinakothek der Moderne blev kunst fra det 20. århundrede stort set udstillet på Haus der Kunst eller lejlighedsvise moderne udstillinger i Lenbachhaus. I dag forener Pinakothek "Sammlung Moderne Kunst", "Staatliche Graphische Sammlung", "Neue Sammlung" med 'Architekturmuseum der Technischen Universität' i en bygning og betragtes som et af de vigtigste og mest populære museer for moderne kunst I Europa. Danner Foundation åbnede i 2004 et nyt permanent udstillingsområde i kælderen til de permanente lån fra Danner Jewelry Collection, der præsenterer moderne værker fra over hundrede internationale guldsmedjer.

### Samling af moderne kunst
I modsætning til andre byer var München ikke meget påvirket af naziregimets forbud mod moderne kunst som "Entartete Kunst", da kun et par moderne malerier allerede var indsamlet af "Tschudi-bidraget" i 1905/1914, som stilleben med Geranier af Henri Matisse, samlingens første erhvervelse. Siden 1945 er samlingen, der tidligere var udstillet i Haus der Kunst, imidlertid vokset hurtigt ved køb samt donationer fra enkeltpersoner og flere fonde. Forskellige kunstbevægelser fra det 20. århundrede er repræsenteret i samlingen, herunder ekspressionisme, fauvisme, kubisme, Neue Sachlichkeit, Bauhaus, surrealisme, abstrakt ekspressionisme, popkunst og minimalisme.
Foruden en målrettet erhvervningspolitik til individuelle prioriteter blev porteføljen især udvidet gennem samlingerne, "Theo Wormland" (surrealisme), "Sophie og Emanuel Fohn" (der reddede degenereret kunst), "Woty og Theodor Werner" (billeder af Paul Klee og kubisterne), "Martha og Mark Kruss" (ekspressionisme, især kunstnerne fra Die Brücke), "Günther Franke" (værker af Max Beckmann), "Klaus Gebhard" (nordamerikanske kunstnere som Robert Rauschenberg og Jasper Johns) og "samlingen af Franz, hertugen af Bayern" med nutidige tyske malere som Jörg Immendorff og Sigmar Polke. Seneste berigelse i 2006, samlingen "Eleanor og Michael Stoffel" (tysk og nordamerikansk kunst fra 1960'erne til 1990'erne).
- Modernisme siden 1900-tallet

Første sal på vestfløjen viser værker af Georges Braque, Fernand Léger, Juan Gris, Umberto Boccioni, Robert Delaunay, Joan Miró og René Magritte samt Lyonel Feininger, Oskar Kokoschka, László Moholy-Nagy, Otto Dix, Max Ernst, Giorgio de Chirico, Salvador Dalí og Francis Bacon. Meget omfattende er de samlede værker af Pablo Picasso og Max Beckmann.
Museet viser også mesterværker fra tysk ekspressionisme: repræsenterende malere fra to tyske kunstnergrupper i det tidlige 20. århundrede, Die Brücke og Der Blaue Reiter, hvis medlemmer blandt andet var Ernst Ludwig Kirchner, Erich Heckel, Karl Schmidt-Rottluff, Emil Nolde og Franz Marc, August Macke, Paul Klee, Alexej von Jawlensky og Wassily Kandinsky.
- Samtidskunst siden 1960'erne

Museet giver også meget dyb indsigt i international samtidskunst. På første sal i østfløjen viser galleriet værker af Lucio Fontana, Alberto Burri, Jannis Kounellis, Andy Warhol, Jasper Johns, Robert Rauschenberg, Robert Motherwell, Franz Kline, Antoni Tàpies, Cy Twombly, Willem de Kooning, George Segal, Richard Serra, Dan Flavin, Donald Judd, Fred Sandback, Joseph Beuys, Blinky Palermo, Henry Moore, Marino Marini, Per Kirkeby, Georg Baselitz, Gerhard Richter, Sigmar Polke, Nam June Paik, Wolf Vostell, Bruce Nauman, Marlene Dumas, Günther Förg, Jörg Immendorff, Mike Kelley, Martin Kippenberger, David Salle, Rosemarie Trockel, David Hockney, Hermann Nitsch og mange andre.
- Video, fotos og New Media

Pinakothek huser værker af kunstnere som John Baldessari (Man running / Men carrying box, 1988-1990), Teresa Hubbard / Alexander Birchler (Eight), 2000), Bruce Nauman (World Peace (projiceret), 1996), Pipilotti Rist (Himalaya) Goldsteins Stube, 1998/1999), Hiroshi Sugimoto (World Trade Center, Minoru Yamazaki, 1997), Bill Viola (Tiny Death, 1993), Sam Taylor-Wood (Soliloquy III, 1998) og Jeff Wall med hans baggrundsbelyste kasser (Eviction Struggle, 1988; En landsbyboer fra Aricaköyu ankom til Mahmutbey, Istanbul september 1997).

### Samling af design
Samlingen af anvendt modernistisk kunst blev grundlagt i 1925. Med omkring 70.000 genstande af industriel design, grafisk design og kunsthåndværk er "Neue Sammlung" i dag et af verdens førende museer i anvendt kunst fra det 20. århundrede og faktisk det største inden for industriel design. Dele af den udvidede samling udstilles i kælderen i Pinakothek der Moderne. Blandt andet udstilles genstande om motorkøretøjsdesign, computerkultur, design af kunstneriske smykker og møbler (f.eks. Samling af stole fra Michael Thonet).

### Indsamling af værker på papir
Den bayerske stats samling af papirarbejde har sin oprindelse i Wittelsbach-samlingerne, især i trykstue-samlingen fra Kurfyrst Karl Theodor af Bayern. Stueetagen viser skiftende udstillinger af en af de vigtigste samlinger af papirværker i Tyskland med gamle tyske, hollandske og italienske tegninger (herunder mesterværker af Albrecht Dürer, Rembrandt, Michelangelo og Leonardo da Vinci) og tyske og internationale tegninger af 19. - 21. århundrede, fx af Paul Cézanne, Henri Matisse, Paul Klee og David Hockney.

### Museum for arkitektur
Museet for det tekniske universitet i München startede med en donation af kong Ludvig 2. af Bayern til det nystiftede universitet i 1868 og er i dag det største i Tyskland. Museet viser forskellige udstillinger i stueetagen. Samlingen viser især tegninger, plantegninger, fotografier, modeller og computeranimationer om bemærkelsesværdige arkitekters arbejde som François de Cuvilliés, Balthasar Neumann, Gottfried Semper, Le Corbusier og Günther Behnisch.

## Galleri
- Wilhelm Lehmbruck, Kvindelig Torso, 1910
- Pablo Picasso, La Femme au Violon, 1911Pablo Picasso, La Femme au Violon, 1911
- Ernst Ludwig Kirchner, Bohemian Lake, 1911
- Ernst Ludwig Kirchner, Elisabethufer, 1913
- Robert Delaunay, L'Équipe de Cardiff, 1913
- Franz Marc, Tyrol, 1914
- August Macke, Piger under træer, 1914
- Juan Gris, Bordeauxflasken, 1915
- Oskar Schlemmer, danser, 1922-23
- Luftfoto af Pinakothek der Moderne